# Platyzosteria pullata
Platyzosteria pullata är en kackerlacksart som beskrevs av Shaw 1914. Platyzosteria pullata ingår i släktet Platyzosteria och familjen storkackerlackor. Inga underarter finns listade i Catalogue of Life.